# Burgstall Friesener Warte
Der Burgstall Friesener Warte ist eine abgegangene Höhenburg auf einer 519 Meter hohen Abbruchkante der Friesener Warte nördlich des Ortsteils Friesen des Marktes Hirschaid im oberfränkischen Landkreis Bamberg in Bayern.
Bei der ehemaligen Burg handelte es sich vermutlich um eine frühmittelalterliche Ringwall-Anlage innerhalb einer vorgeschichtlichen spätkeltischen Befestigung, die vermutlich als Fliehburg diente. Der Burgstall, auf den eine Informationstafel hinweist, besteht aus einem Erdwall. Beide Anlagen wurden beim Bau des Segelflugplatzes Friesener Warte größtenteils eingeebnet.